# 冰

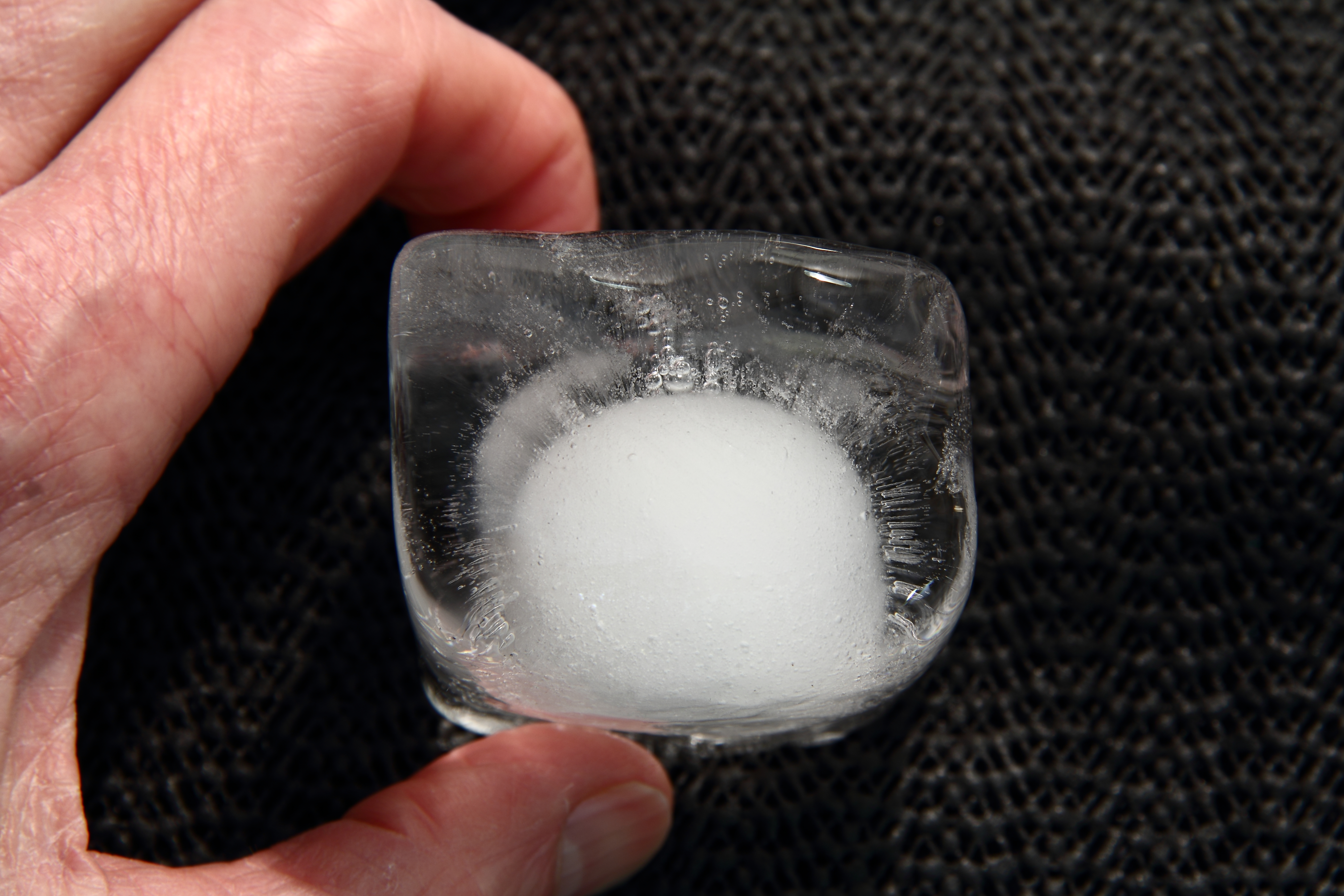
一塊冰，中心部分的白色區域是微小的空氣氣泡。

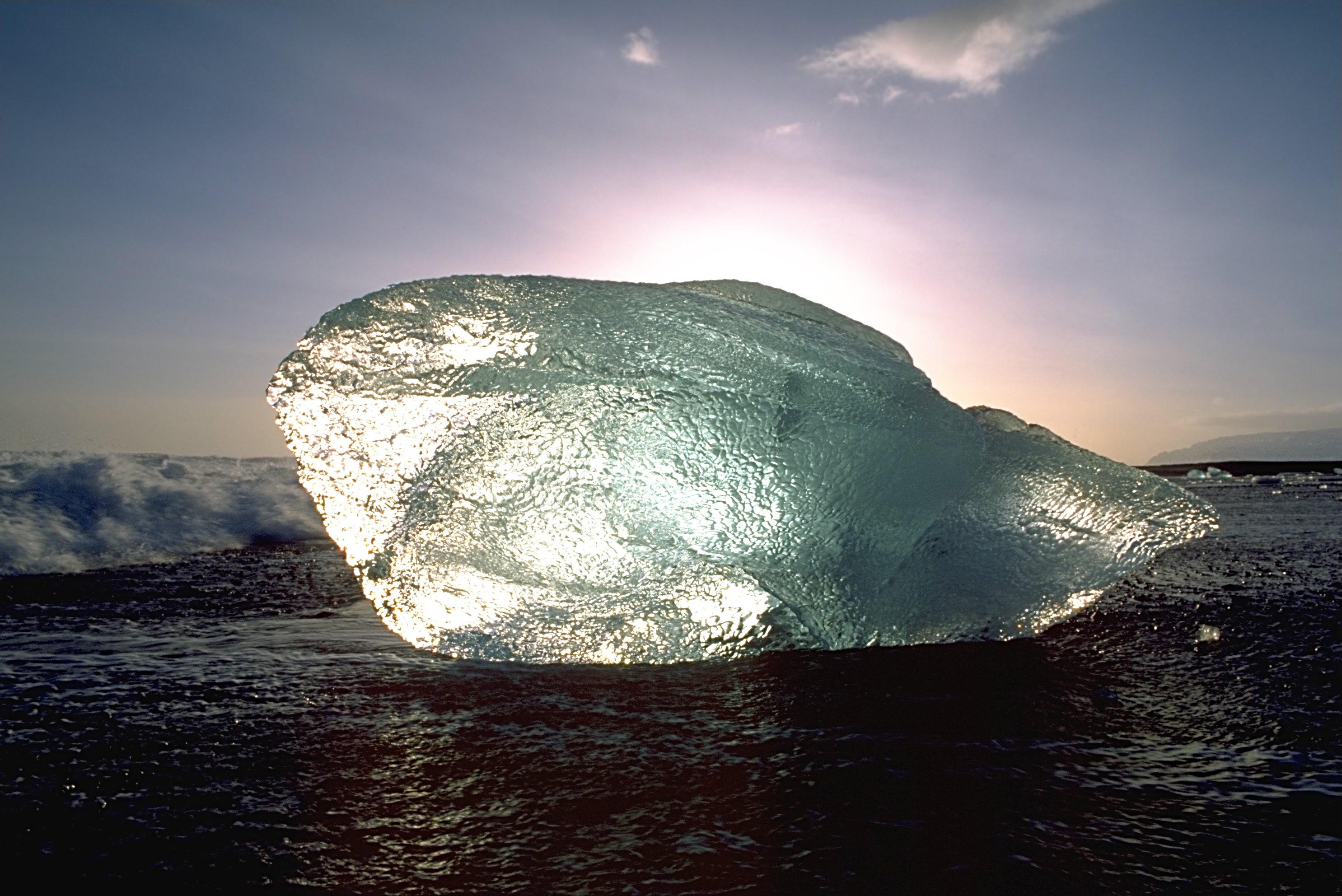
冰島海岸上四噸重的浮冰

冰，即為凍結成固態的水。冰本身是透明的，含有雜質時（如土壤或氣泡顆粒）可能呈現不透明的藍白色。
在太陽系中，冰的含量非常豐富。從最接近太阳的水星，到離太陽極遠的歐特雲，都會生成冰。在太陽系以外的地方，英文稱“凍結成固態的水”為"interstellar ice"（星際冰）。冰在地球表面存量極大，尤其是在極地地區和雪線以上。而且，作為地表沉澱物和沉積物的一種常見形式，冰在地球的水循環和氣候上起著關鍵的作用。它可能以雪花、冰雹、霜、冰錐或冰柱等形式出現。
冰分子可依溫度和壓力，表現出高達19種不同的形態（分子堆疊形狀）。當水被迅速冷卻後，根據經過的壓力和溫度，可生成多達三種不同型態的“冰”。當水慢慢冷卻，到達20K以下（約−253.15℃）時，量子穿隧效應可能引起宏觀的量子現象。幾乎所有在地球表面和大氣層裡的冰，都是六角形晶體結構; 相較之下，地表只會產生微量的立方體形冰。其中最常見的生成方式為：當液態水在標準大氣壓（1atm）下冷卻到低於0°C（273.15K，32°F）時，產生六角形晶體冰。冰也可通過水蒸汽直接沉積（凝華），如霜的形成就是一個很好的例子。從冰變成水的過程被稱為熔化，而從冰直接變成水蒸气的過程則被稱為昇華。

冰在各種地方都被廣泛地運用著，包括製冷、冬季運動、制作冰雕等。

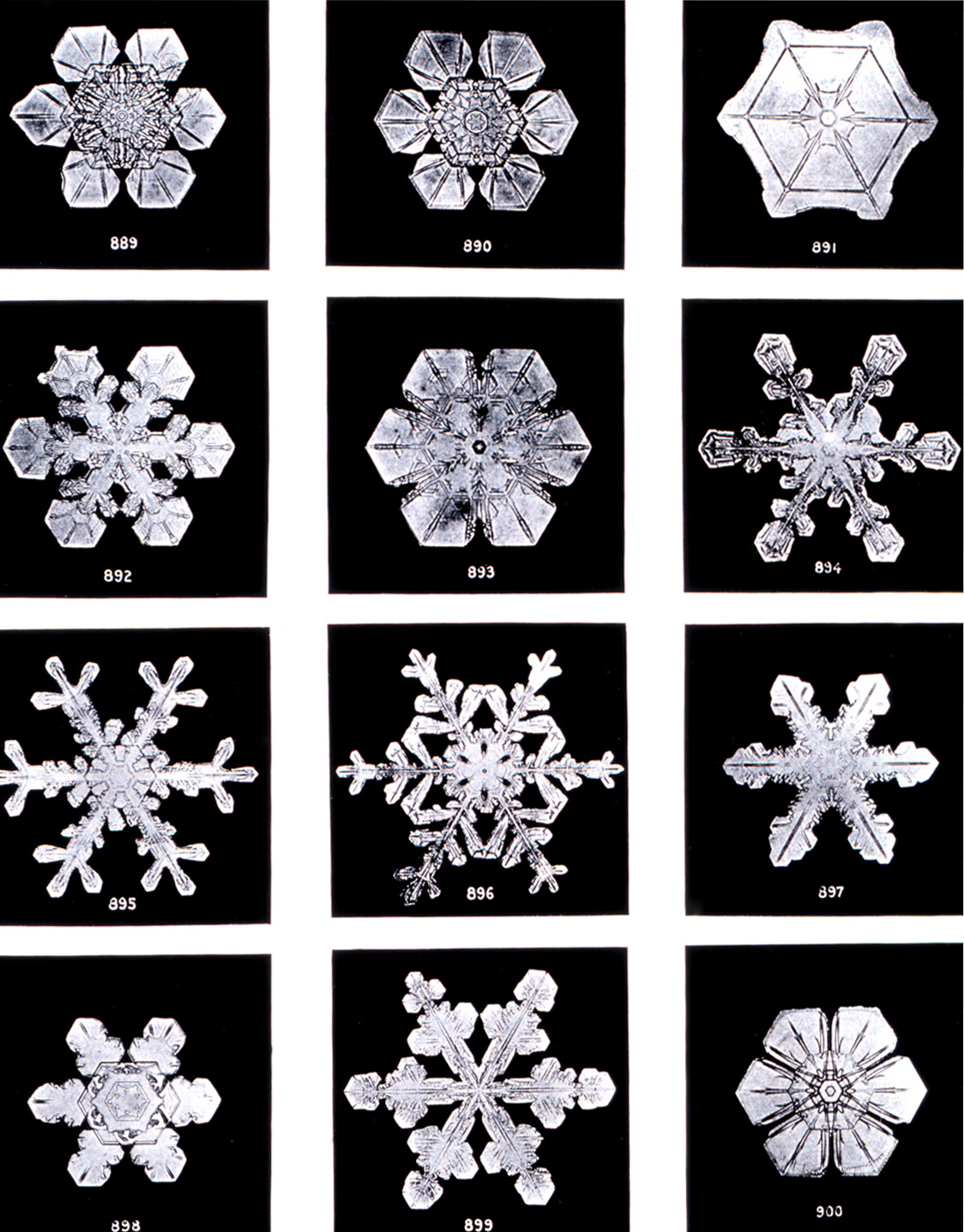
冰晶在顯微鏡之下呈現的樣子

## 冰的特性

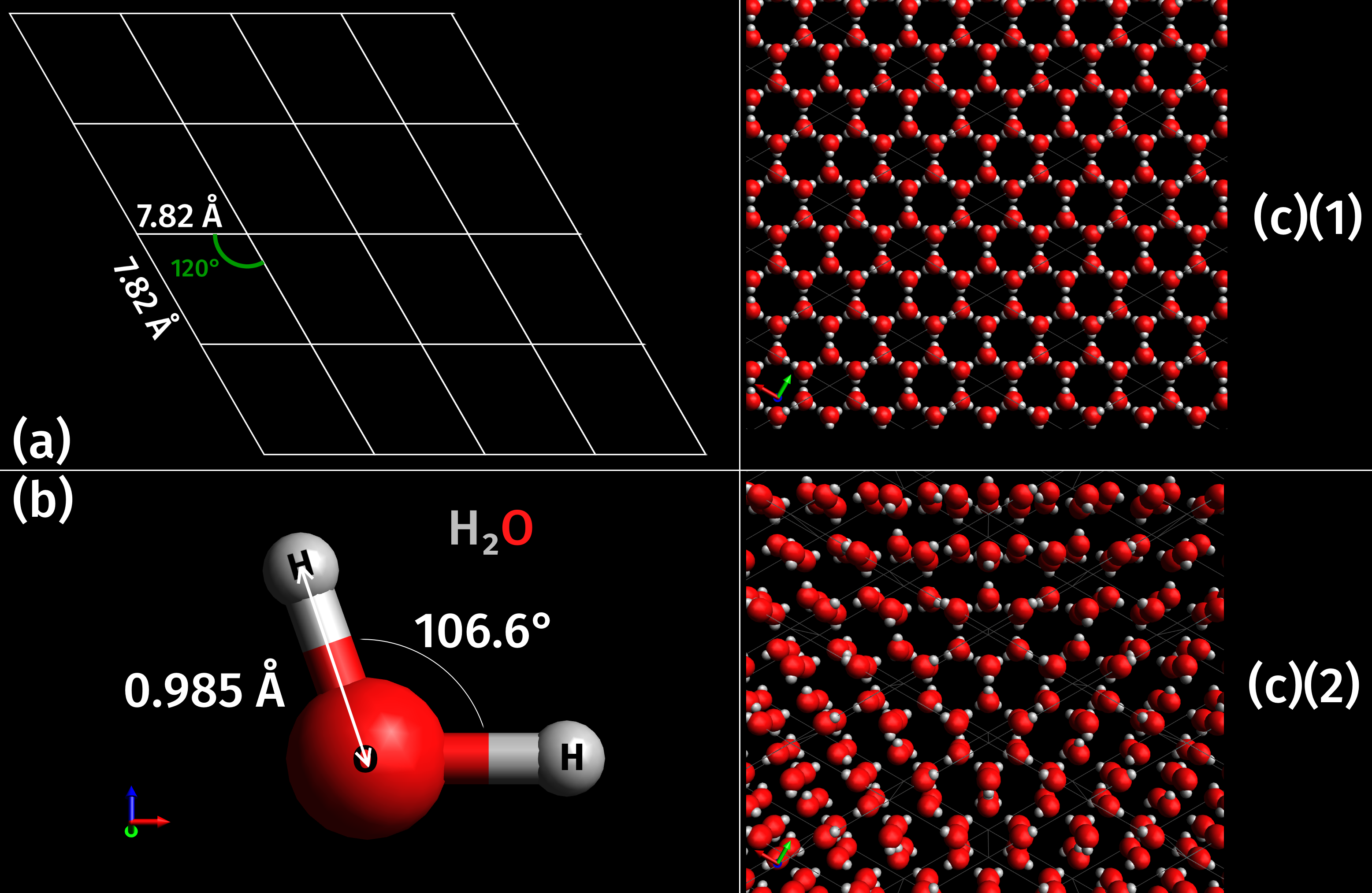
水結成冰(六角結晶形)的三維晶體結構(c)(2)，是由許多的H-O-H分子(b)，以平面六角形的格狀分佈所構成的(a)。H-O-H的角度和O-H鍵的長度，是由冰的物理性質所決定的，並分別具有±1.5°和±0.005Å的不確定性。而 (c)(1)中不明顯的白色線條(需放大才可清楚看到)，則是用來標明並分隔相鄰的單位晶格。

冰是一種天然存在，且由水分子組成的“結晶無機固體”。因此，它是以水分子“一個氧原子共價結合兩個氫原子”，或表示為 H–O–H的規律結晶所構成。然而，許多水和冰的物理性質，是由氧原子和相鄰氫原子之間所形成的氫鍵來控制。雖然氫鍵屬於弱鍵，但它仍然對水和冰的結構有至關重要的影響。
冰在大氣壓力下，擁有一個非常不尋常的特性：冰固體的密度比液體水小了大約8.3％。冰在0℃，一大氣壓時的密度為 "0.9167公克/立方公分"，而水在相同條件下的密度約為" 0.9998公克/立方公分"。在普通的大氣壓力下，水在4℃時，密度是最大的(約1.00公克/立方公分)，並且隨著水分子漸漸結晶，總體密度逐漸變小。這是由於氫鍵的影響超過了分子間的凡得瓦力，導致水分子在固體時填充地較不緻密。冰的密度在溫度下降時會略微增加，並且在溫度達到 -180℃(93 K)時，密度變為0.9340公克/立方公分。
當水結冰的時候，它的體積會增加約9％。水在結冰時膨脹的效果是極為巨大的，結冰膨脹是風化現象中凍融風化的基礎原因，也會造成建築物地基的損壞和道路凹凸抬起。水管因結冰的壓力而爆裂，也是房屋漏水的常見原因。
這個現象所導致的結果是，冰（在其最常見的形式）會浮在液體的水中，這也是地表生物圈的重要特徵之一。許多科學家相信，假如冰沒有這種特性的話，大部分的天然水體將會暫時、甚至在某些情況下永久從上到下完全凍結，導致淡水和海水動植物的大量死亡。結冰時厚度恰到好處的薄冰層，在允許光線通過的條件下，同時防止了外界環境導致短期的極端溫度變化，如寒風吹過的情況。這為細菌和藻類菌落製造了一個有充分遮擋的環境。當海水結冰時，冰層中充斥著被鹽水填滿的複雜小通道，而維持細菌、藻類、橈足類和環節動物等生物的生存; 這反過來又為其他動物：如磷蝦和特化的魚(如博氏南冰鰧)提供食物; 並因此餵養了較大的動物，如皇帝企鵝和鬚鯨等。
當冰融化時，它會吸收約等於同等質量的水加熱至80℃的熱量。在熔化過程中，溫度會恆定地保持在0℃。而熔化時，外界加入的能量會被用來打破冰(水)分子之間的氫鍵。只有在足夠的氫鍵被破壞，冰的狀態已經變成可以被當作是液態水時，加入的能量才會使熱能(溫度)增加。在從冰變成水的過程中，斷裂氫鍵所消耗的能量被稱為熔解熱。
就和水一樣，冰在吸收可見光時，會因為氫氧鍵(O-H)的關係，主要吸收光譜上偏紅色的部分。與水相比，這種吸收略為向光譜能量較低的部分偏移。因此，冰看起來帶點藍色; 而且和液態水相比，帶有略為綠一點的顏色。因為吸收效應是累積的，顏色效應會隨著厚度的增加而加劇(或者如果因為內部反射，導致光需要在冰中通過較長的路徑的話)。在光線照射下，冰也可能因為有雜質吸收光，而呈現其它的顏色。在這種情況下，產生的顏色主要由內含的雜質決定，而不是冰本身。例如，含有雜質的冰山（如：沉澱物、藻類、氣泡......）可能會出現棕色、灰色、綠色、或其他颜色。

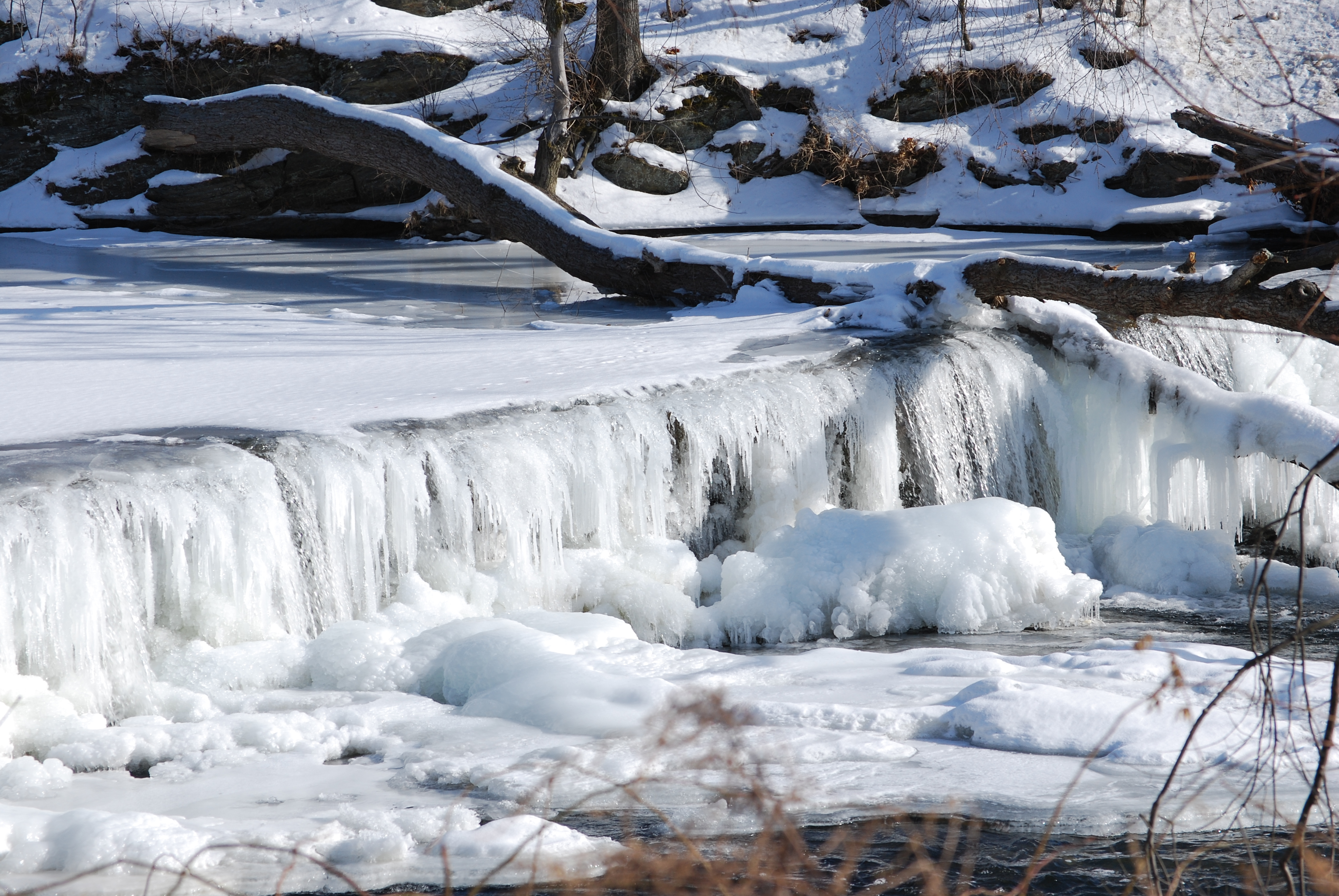
紐約東南部的冰瀑

### 冰的光滑性
最初，科學家認為冰會滑的原因是：當物體與冰接觸時，界面施加的壓力導致最表面的一層薄冰融化，並使得物體容易在冰水的交界滑動。例如，當溜冰鞋的刀片在冰面上施加壓力時，會將接觸部份的冰溶化，並在冰和刀片之間提供潤滑。這種解釋，也就是所謂的“壓力熔化論”，最初起源於19世紀。然而，它並沒有考慮當溜冰時冰的溫度低於-4.0℃的情況，而這在溜冰時往往很普遍。
另一個同樣古老的解釋是：表層的冰分子，和冰內部的其他部份結合得並不是很穩固(因此便如同液態水分子般的自由移動)。這些分子處於類似半液體的狀態，在不管多大或多小的壓力下，皆可以為物體提供潤滑。然而，這種假設的正確性，在使用掃描探針顯微鏡發現冰的摩擦係數應該很高後，受到了質疑。
在20世紀，科學家提出了另一個解釋 ：摩擦生熱，即摩擦時所產生的熱量是冰層融化的主要原因。然而，這個理論不能充分解釋為什麼即使在零度以下的氣溫，站立在冰上時仍然容易滑倒。
最近幾年，針對冰的實際摩擦狀況，出現了一個考慮所有上述摩擦機制的綜合理論。這個模型對冰的摩擦情形進行數據分析，並且針對各種材料，以溫度的變化和滑動速度來做量化計算。在仔細計算常見的情況(如冬季運動和冰上的車輪)後發現，“摩擦加熱”所產生的冰層表面熔融，是造成冰容易滑動的主要原因。

## 冰在自然界中的存在

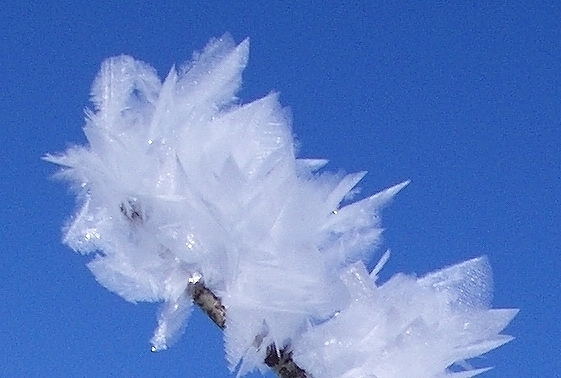
在阿爾塔 (挪威)拍攝的羽狀冰照片，這種冰晶一般在−30 °C以下的溫度形成。

冰是全球氣候的關鍵組成部分之一，尤其在水循環的部份起著重要的作用。冰川和積雪是淡水的重要儲存機制; 隨著時間的推移，它們可以昇華或融化，並重新變成淡水加入循環。融雪也是季節性清水的重要來源。世界氣象組織由產地、規格、形狀、影響......等定義了許多種不同名稱的冰。其中，天然氣水合物，是指其晶格內含有天然氣分子的冰形態。

### 海洋中的冰
海洋中的冰，可能以漂浮在水中的浮冰形式，或著是以固定在海岸線或海底的固著形式出現。從冰架或冰川剝落下來的大量冰塊，可能形成巨大的冰山。有時海冰會因海流和風所產生的壓力，而互相碰撞擠壓，而且形成在某些情況下甚至可以高達12公尺(超過四層樓)的高聳山脊。船隻在通過充滿海冰的區域時，一般都會選擇穿過不同冰體之間海面的較空曠處，或著必須使用一種特殊的船舶 - 破冰船。

### 陸地上的冰

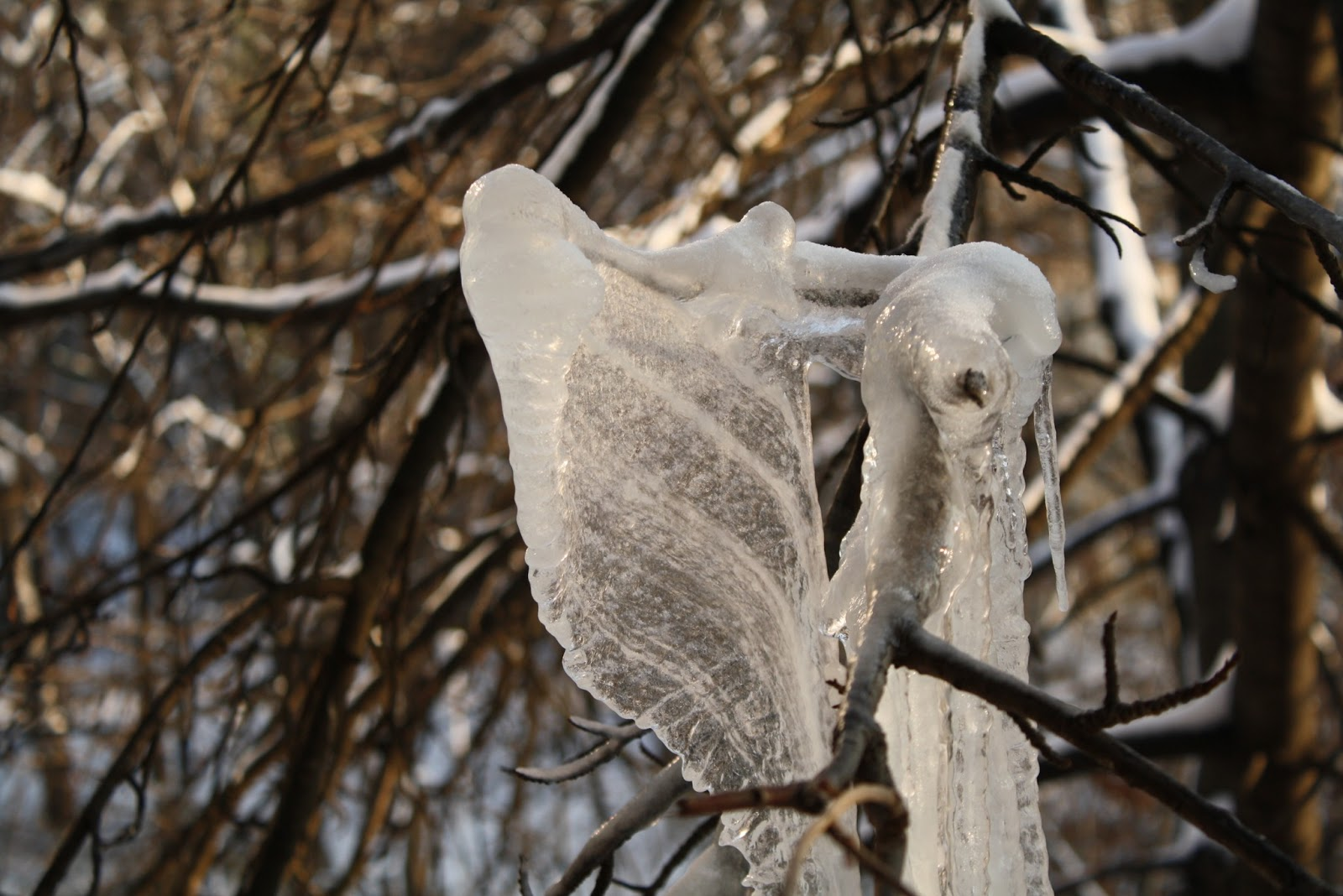
下過凍雨後，樹上凝結的冰晶

陸地上的冰體大小相差極端，覆蓋範圍從最大型的冰蓋、到更小的冰帽和冰原、至冰川和流動的碎冰、山上的雪線、平地的雪地......不等。
積冰是一種具有層狀結構的冰，一般都形成於極地地區、或副極地地區的山谷之中。當河床結冰後，正常的地下水流動被阻礙，並導致當地的地下水位上升，使得水流從冰層的頂部流出。流出的水自然的被凍結，造成水位進一步上升，並重複該循環。最後產生一個分層的冰沉積物，通常厚達數公尺。
凍雨，是一種在冬天落下，一碰到物體便結冰的雨。凍雨落到物體上結凍之後，累積之下有時會產生冰錐。這種方式所產生的冰錐，外觀看起來非常類似鐘乳石；或著當水滴落、並重新凍結後，變成石筍狀的形式。

### 河流裡的冰

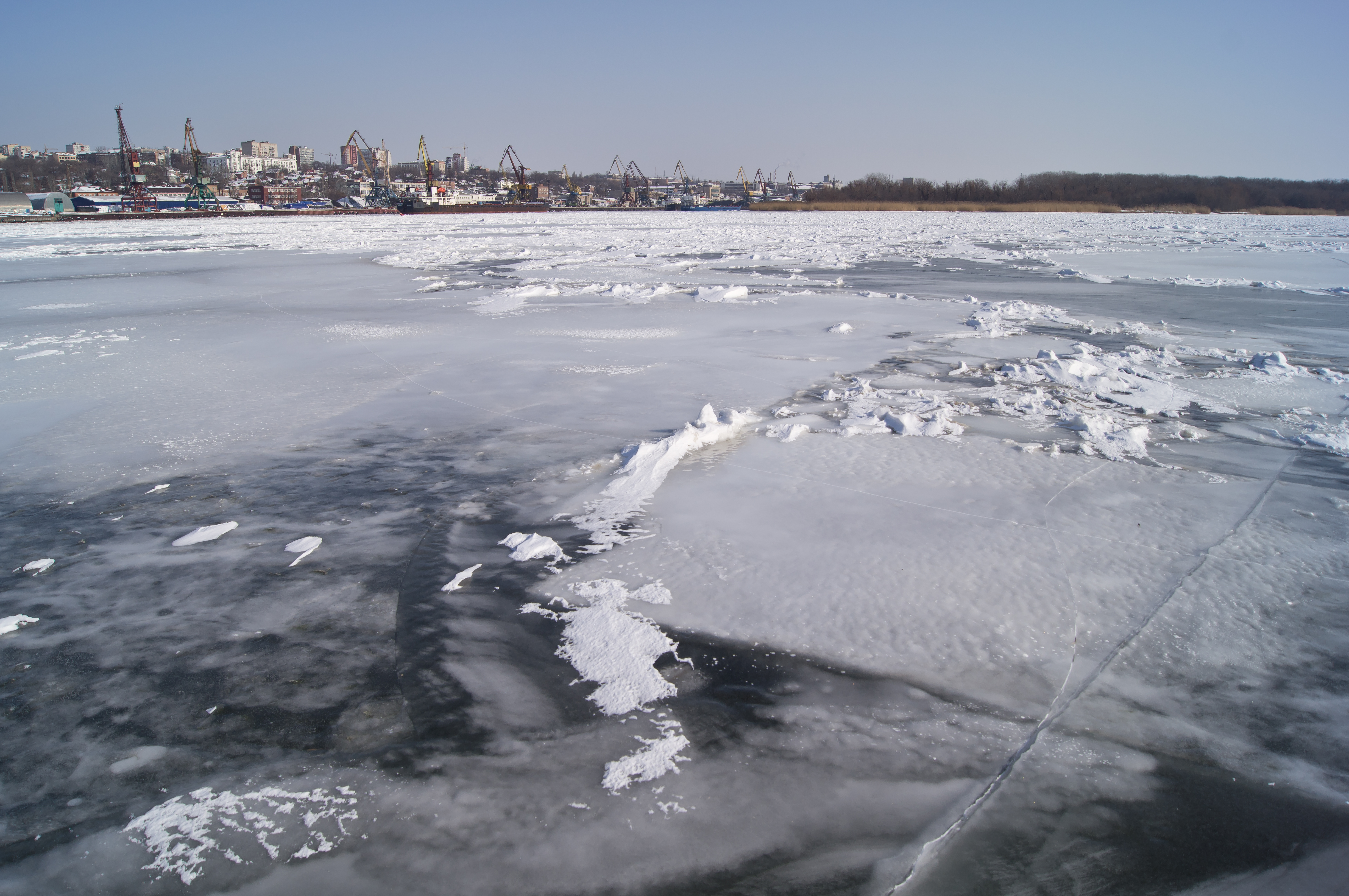
凍河

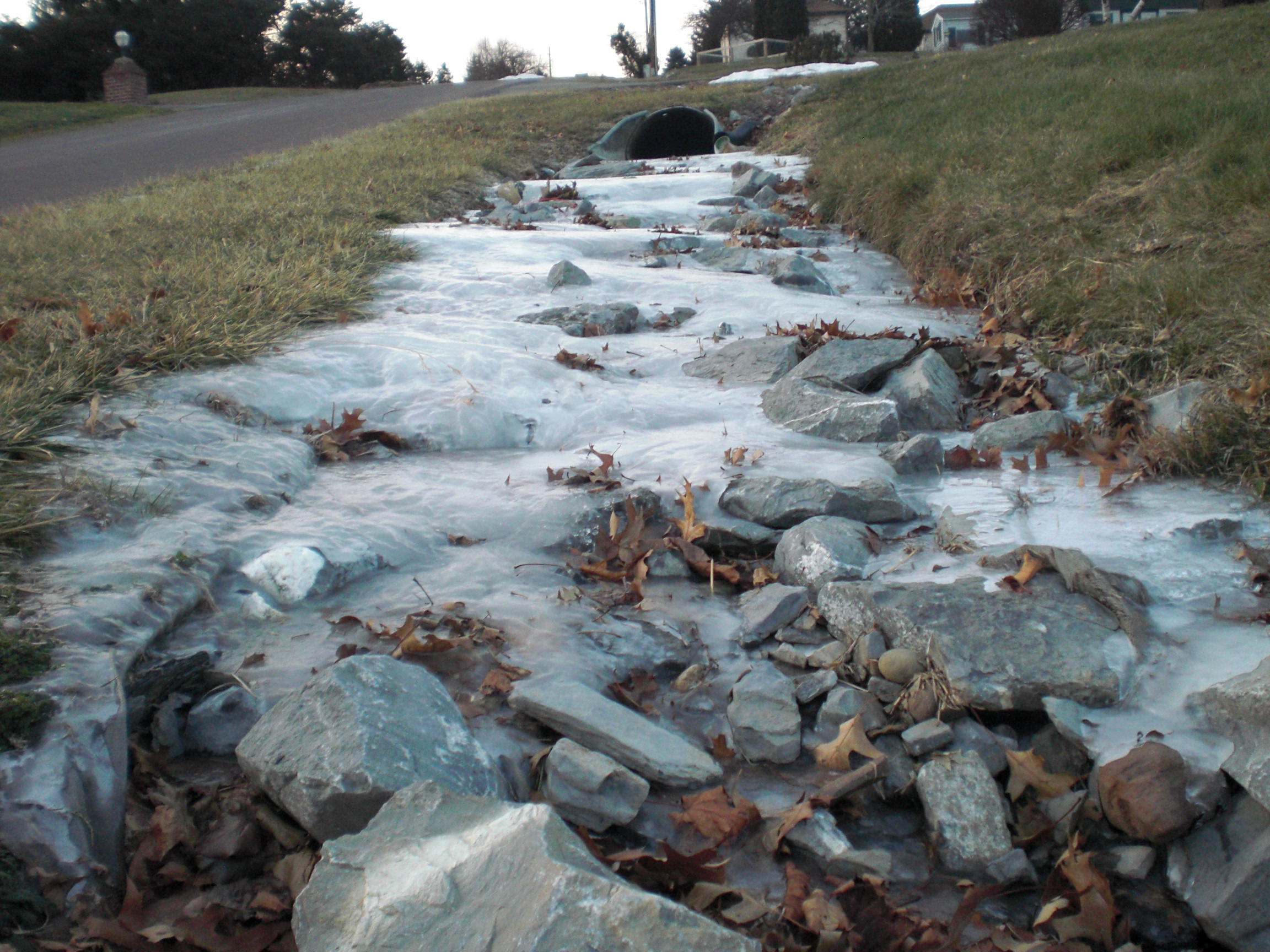
凍結的小溪

在流動的水域中形成的冰，和形成於平靜的水域中的冰相比，往往較不穩定和不均勻。當原本流動的碎冰堆成塊後，便成為冰壩，是冰對河流威脅最大的形態。冰壩有時會引起洪水氾濫，破壞河中或河附近的建築結構，並使河上的船隻損壞。冰壩甚至可能會導致一些水電工業設施完全關閉。冰川活動所產生的冰壩也是堰塞湖的成因之一。河流中漂浮的巨型碎冰，不但會損壞船隻，還會讓破冰船難以航行。
冰圈是在河中形成的圓形冰結構。
煎餅冰(鬆餅冰)，是一種一般於較不平靜的水中形成的冰。

### 湖泊中的冰
在平靜的水中，冰會先由岸邊開始生成，並產生薄薄的一層冰層在水域表面擴散，然後漸漸向下結凍。湖泊冰一般有四種類型：初形(Primary)、中形(secondary)、疊加形(superimposed)和結塊形(agglomerate)初形的冰最先出現。冰的中形接下來則以平行於熱量流動的方向，於初形冰的底下形成。而當雨或水流從冰的裂縫滲入時，便可能形成疊加形的冰。
當浮冰在風吹之下堆疊在湖岸時，便成為湖架冰。
蠟燭冰，是和湖面垂直發展的柱狀冰，屬於蜂窩狀冰的一種形式。

### 空中的冰
霧凇

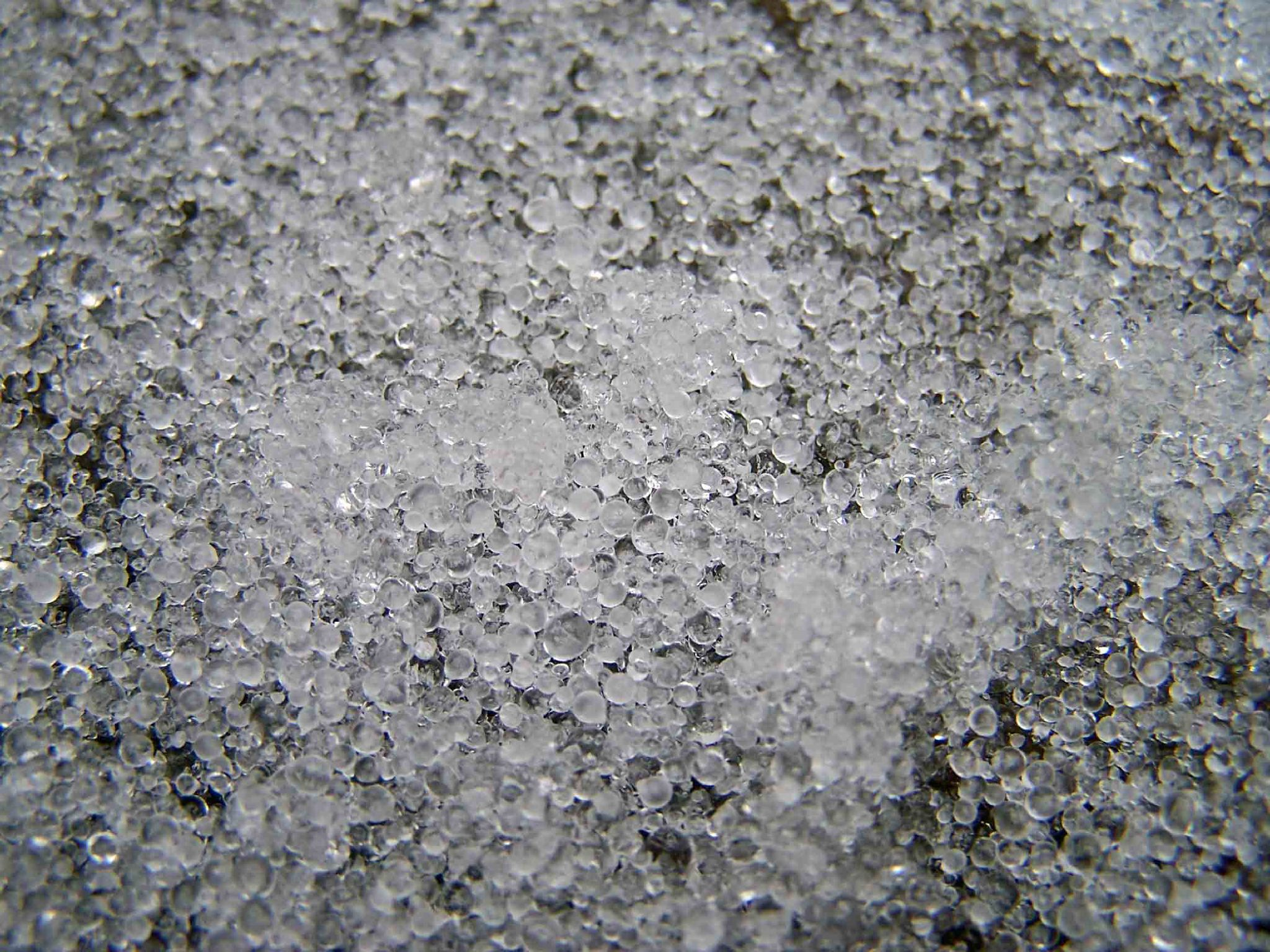
冰珠堆

當小水滴在冰冷的物體上結凍時，便形成霧凇。在晚上溫度降低且產生霧氣時，便可能觀察到這個現象。霧凇的成分中，很高的比例都是被困在結晶裡的空氣，所以它看起來較為白色不透明，並且密度只有純冰的四分之一。硬凇則相較之下密度較大。
冰珠
冰珠是固態降水的一種，由雪花落下時融化再凝固所形成，外形為半透明冰球，比雹還小。

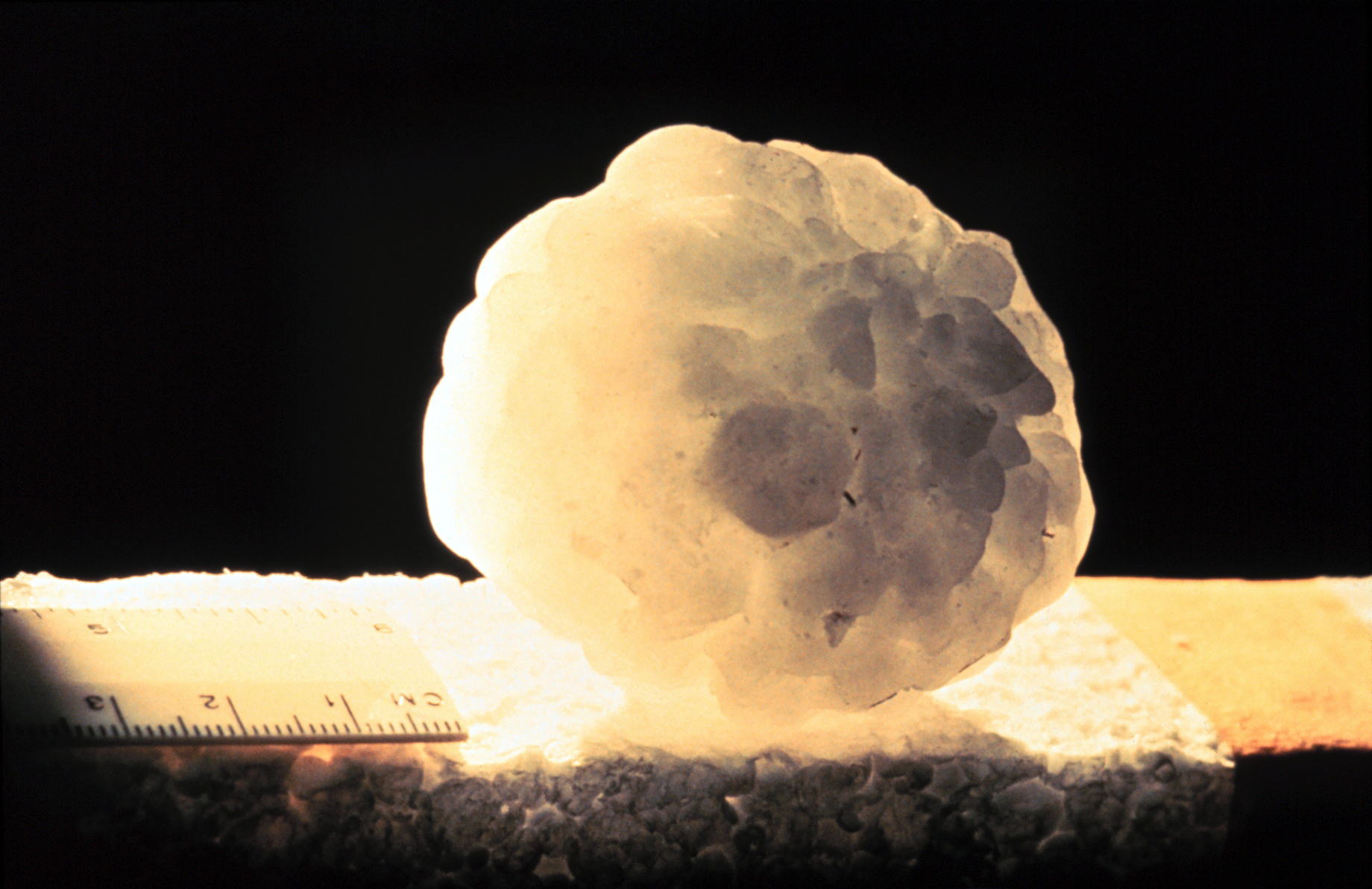
直徑超過6公分的大冰雹

冰雹
雪花
鑽石塵

## 冰的作用
- 食用（冰沙、食用冰块等）
- 食品保鲜
- 降温、冷却（使用工业冰块等）
- 體育活動（溜冰、冰上曲棍球等）
- 冰雕

## 特殊的冰
热冰：除了前面提到高压下形成的热冰之外，重水(D2O)在3.8℃时结冰，成为另一种形式的“热冰”。
一般被稱為乾冰的物質實際是二氧化碳的固體狀態，與水沒有關係。

## 延伸阅读
[在维基数据编辑]
 《欽定古今圖書集成·方輿彙編·坤輿典·冰部》，出自陈梦雷《古今圖書集成》